# Drahberg
Drahberg ist ein in der Oberpfalz gelegener Weiler, der ein Gemeindeteil von Kastl ist.

## Lage
Der Ort befindet sich in der Region Oberpfälzer Jura und liegt in der nach Wolfsfeld benannten Gemarkung. Drahberg ist einer von 39 Ortsteilen des Marktes Kastl. Der Weiler liegt dreieinhalb Kilometer nördlich von Kastl und Ursensollen ist sechs Kilometer entfernt.

## Kultur und Sehenswürdigkeiten

### Bauwerke

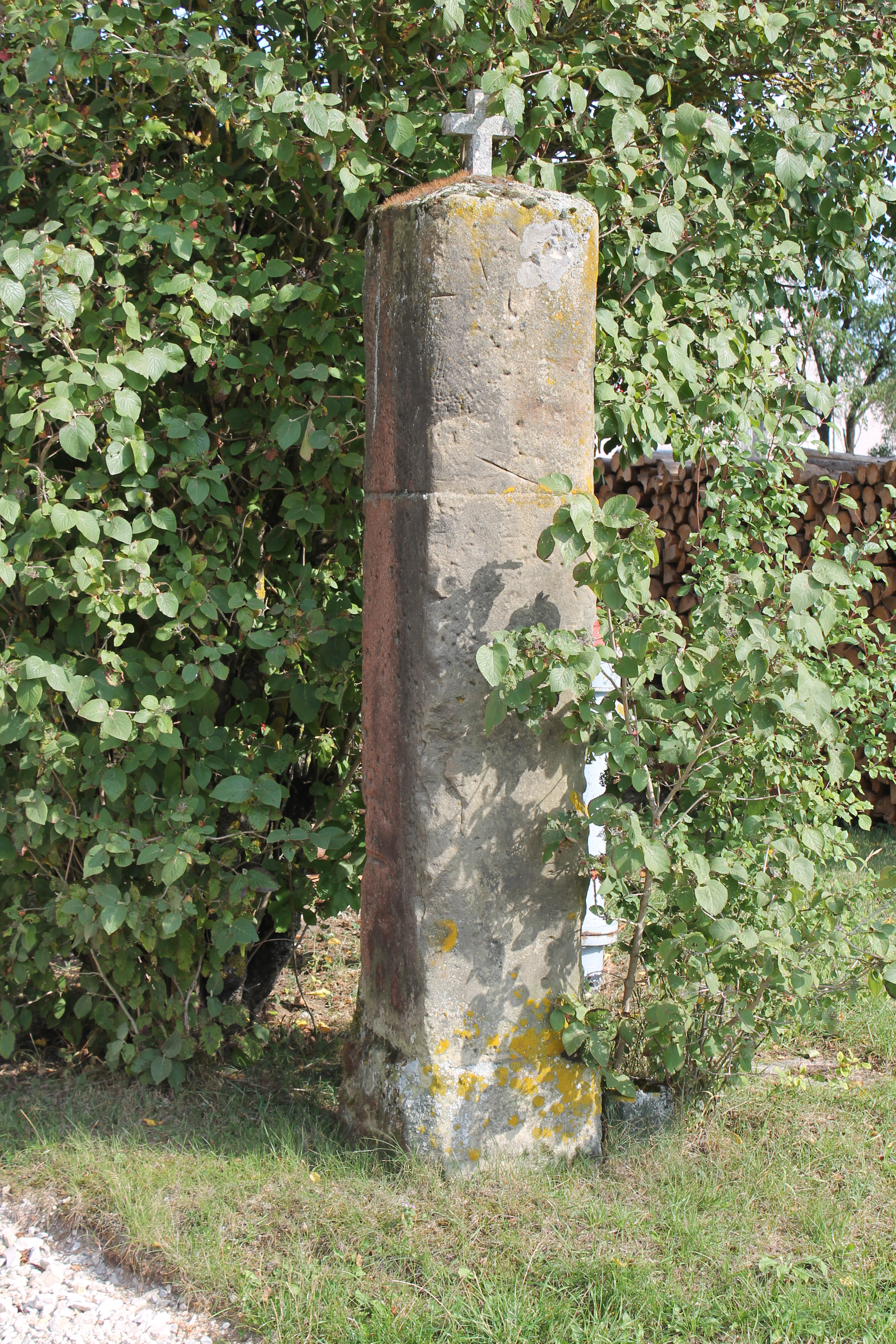
Der am westlichen Ortsrand von Drahberg gelegene Bildstock

Mit einem aus einem Sandsteinpfeiler bestehenden Bildstock gibt es am westlichen Ortsrand von Drahberg ein denkmalgeschütztes Bauwerk.

## Verkehr
Die Bundesstraße 299 verläuft zwei Kilometer südöstlich des Ortes, mit dieser ist der Weiler über mehrere Gemeindeverbindungsstraßen verbunden. Vom ÖPNV wird der Ort mit der Buslinie 447 des VGN angefahren.